# Atalante-Klasse
Die Atalante-Klasse war eine Klasse von zwei 42-Kanonen-Linienschiffen der französischen Marine, die von 1707 bis 1723 in Dienst stand.

## Allgemeines
Die Klasse wurden von dem Marineachitekten Phillipe Cochois entworfen und in einer Werft in Le Havre zwischen 1706 und 1707 gebaut. Die Schiffe gehörten, nach der französischen Rangeinteilung zur Zeit ihrer Indienststellung, zum 4. Rang (Quatrième Rang) und waren damit normalerweise nicht für die Verwendung in der Schlachtlinie vorgesehen. Hauptaufgabe war vor allem die Sicherung eigener Geleitzüge und Patrouillentätigkeit. Sie entsprachen damit eher den Konvoischiffen der deutschen Hansestädte (siehe Wapen von Hamburg).

## Einheiten
| Name     | Bauwerft          | Kiellegung | Stapellauf   | Indienststellung | Verbleib                                          |
| -------- | ----------------- | ---------- | ------------ | ---------------- | ------------------------------------------------- |
| Atalante | Werft in Le Havre | April 1706 | Februar 1707 | Mai 1707         | Ab 1723 Hulk in Rochefort und ab 1733 abgebrochen |
| Diane    | Werft in Le Havre | April 1706 | Februar 1707 | Mai 1707         | 1711 außer Dienst gestellt                        |

## Technische Beschreibung
Die Klasse war als Batterieschiff mit zwei durchgehenden Geschützdecks konzipiert und hatte eine Länge von 37,68 Metern (Geschützdeck), eine Breite von 10,07 Metern und einen Tiefgang von 3,90 Metern bei einer Verdrängung von 388 Tonnen. Sie waren Rahsegler mit drei Masten (Fockmast, Großmast und Kreuzmast). Der Rumpf schloss im Heckbereich mit einem Heckspiegel, in den Galerien integriert waren, die in die seitlich angebrachten Seitengalerien mündeten.
Die Besatzung hatte im Frieden eine Stärke von 140 Mann und im Kriegsfall 250 Mann. Die Bewaffnung der Klasse bestand bei Indienststellung aus 42 Kanonen.
|        | Unteres Batteriedeck           | Oberes Batteriedeck          | Achterdeck    | Kanonen (Geschossgewicht) |
| ------ | ------------------------------ | ---------------------------- | ------------- | ------------------------- |
| Design | 22 × 8-Pfünder                 | 20 × 6-Pfünder               |               | 42 Kanonen (69,509 kg)    |
| 1709   | 12 × 12-Pfünder 10 × 8-Pfünder | 8 × 8-Pfünder 10 × 6-Pfünder | 4 × 4-Pfünder | 44 Kanonen                |